# KMSWT
Kelompok Musik Sastra Warung Tegal (KMSWT) es un grupo de música folk indonesio, originario de la ciudad de Tegal, Java Central. Fundada el 11 de septiembre de 1996 por Nurngudiono, uno de los artistas musicales de esta ciudad. Inicialmente, KMSWT como grupo musical en las afueras de las aldeas de Kota Tegal, fue denominada como la única realización de pueblo en pueblo. La peculiaridad de este grupo radica en el estilo de canción que utiliza el lenguaje de dialecto Tegal.
Los miembros provienen de la gente común. Eran trabajadores de construcción, y de niños trabajadores. Se basan en el talento natural musicalmente, autodidacta, y extraordinarios instintos musicales. Pero eso es el ritmo interesante y única de que KMSWT toca un estilo musical típico de las zonas costeras.

## Discografía
- Dolanan Rakyat
- Kembang Geni
- Babon Oyok Oyok Jago
- Iwak Nangis Gulung Kuming
- Kedanan Nomer
- Aja Kadiran
- Negri Compang Camping
- Tsunami
- Negri Gemah Ripah Loh Jinawi
- Suradadi Kotane Sing Dadi Nyatane
- Sorak Hore
- Melangkah Lagi
- Tukang-tukang
- Wulan Bunder Nang Nduwur Laut Muara Reja
- Ura-ura Ngluku
- Kowen Donge Sapa
- Godhong Rogrog
- Jaman Kala Bendu
- Mbangun Tegal
- Tegal Keminclong Moncer Kotane
- Tukang-tukang Kemoncer